# Леса Серебряноборского лесничества
Леса Серебряноборского лесничества — государственный природный заказник (комплексный) регионального (областного) значения Московской области, целью которого является сохранение ненарушенных природных комплексов, их компонентов в естественном состоянии; восстановление естественного состояния природных комплексов; поддержание экологического баланса. Заказник предназначен для:
- сохранения и восстановления природных комплексов;
- сохранения местообитаний редких видов растений и животных.

Заказник основан в 2017 году. Местонахождение: Московская область, Одинцовский городской округ, поселок Барвиха, к западу от Московской кольцевой автомобильной дороги (МКАД). Заказник состоит из 14 участков. Участки 1—9, 11—14 расположены между с. Ромашково, д. Шульгино и д. Раздоры сельского поселения Барвихинское, посёлком Рублево г. Москвы и разделены Рублевским проездом, Усовской веткой Московской железной дороги, железной дорогой Ромашково — Рублевская водопроводная станция АО «Мосводоканал», Рублево-Успенским и Рублевским шоссе. Участок 10 расположен к северу от Новорижского шоссе, напротив посёлка Рублево. Общая площадь заказника составляет 1393,57 га.

## Участки
Участок 1 (площадь 58,40 га) расположен к востоку от д. Шульгино, в непосредственной близости; включает большую часть квартала 60, а также часть квартала 58 Серебряноборского участкового лесничества Истринского лесничества и часть 41 квартала Звенигородского лесничества, Подушкинского участкового лесничества.
Участок 2 (площадь 50,00 га) расположен к северо-востоку от д. Шульгино, в непосредственной близости; включает большую часть кварталов 55, 56 Серебряноборского участкового лесничества Истринского лесничества.
Участок 3 (площадь 315,30 га) расположен к северу и северо-западу от с. Ромашково; включает кварталы 42, 43, 45 (целиком), большую часть кварталов 44, 46, 54, 57, 58, 59 Серебряноборского участкового лесничества Истринского лесничества, а также части кварталов 25, 26, 27 Серебряноборского участкового лесничества Истринского лесничества.
Участок 4 (площадь 502,64 га) расположен к северу и востоку от с. Ромашково, в непосредственной близости, к югу от Рублево-Успенского шоссе; включает кварталы 24, 29—31, 33, 47 (целиком) Серебряноборского участкового лесничества Истринского лесничества, большую часть кварталов 48, 49, 50 Серебряноборского участкового лесничества Истринского лесничества, а также часть кварталов 21, 22, 23, 27, 28, 46 Серебряноборского участкового лесничества Истринского лесничества.
Участок 5 (площадь 27,74 га) расположен между Усовской веткой Московской железной дороги, железной дорогой Ромашково — Рублевская водопроводная станция АО «Мосводоканал» и Рублево-Успенским шоссе; включает часть кварталов 20, 21, 26, 27, 28 Серебряноборского участкового лесничества Истринского лесничества.
Участок 6 (площадь 137,69 га) расположен к северу от Рублево-Успенского шоссе и к западу от железной дороги Ромашково — Рублевская водопроводная станция АО «Мосводоканал», в непосредственной близости; включает большую часть кварталов 16, 19 Серебряноборского участкового лесничества Истринского лесничества, большую часть квартала 19 Серебряноборского участкового лесничества Истринского лесничества и части кварталов 17, 20, 21, 25, 26, 27 Серебряноборского участкового лесничества Истринского лесничества.
Участок 7 (площадь 85,08 га) расположен к северу от Рублево-Успенского шоссе, к востоку от железной дороги Ромашково — Рублевская водопроводная станция АО «Мосводоканал»; включает квартал 18 Серебряноборского участкового лесничества Истринского лесничества, а также части кварталов 17, 21, 22, 23 Серебряноборского участкового лесничества Истринского лесничества.
Участок 8 (площадь 21,08 га) расположен в 80 м к северо-западу от СНТ «Дружба» и к востоку от Рублевского кладбища, в непосредственной близости; включает большую часть квартала 7 Серебряноборского участкового лесничества Истринского лесничества.
Участок 9 (площадь 81,24 га) расположен к югу и юго-востоку от посёлка Рублево, в непосредственной близости; включает большую часть кварталов 4 и 8 Серебряноборского участкового лесничества Истринского лесничества.
Участок 10 (площадь 44,26 га) расположен к северу от Новорижского шоссе, в непосредственной близости, напротив пос. Рублево; включает большую часть кварталов 2, 3 Серебряноборского участкового лесничества Истринского лесничества.
Участок 11 (площадь 19,49 га) находится к северу от с. Ромашково, в непосредственной близости; включает часть квартала 46 Серебряноборского участкового лесничества Истринского лесничества.
Участок 12 (площадь 26,15 га) расположен к северу от Рублево-Успенского шоссе и к западу от железной дороги Ромашково — Рублевская водопроводная станция АО «Мосводоканал», в непосредственной близости; включает части кварталов 25, 26 Серебряноборского участкового лесничества Истринского лесничества.
Участок 13 (площадь 21,42 га) расположен к югу и юго-востоку от посёлка Рублево, в непосредственной близости; включает часть территории квартала 13 Серебряноборского участкового лесничества Истринского лесничества.
Участок 14 (площадь 3,08 га) расположен к югу и юго-востоку от посёлка Рублево, в непосредственной близости; включает часть территории кварталов 4 и 8 Серебряноборского участкового лесничества Истринского лесничества.

## Описание
Заказник расположен на правобережье реки Москвы в северной части Москворецко-Окской физико-географической провинции и включает возвышенную междуречную моренную равнину, а также фрагмент москворецкой долины. Территория прорезается долиной малой реки Чаченки — правого притока реки Москвы — и осложнена овражно-балочными эрозионными формами.
Кровля дочетвертичных отложений местности представлена преимущественно глинами и песками юры, перекрытыми на междуречьях меловыми песками с прослоями алевритов и глин. В долине реки Москвы четвертичные породы подстилаются известняками карбона с прослоями глин и мергелей.
Юго-восточную часть заказника занимает моренная возвышенность, сформировавшаяся на останце мелового периода и включающая волнистую равнину основной морены и вышележащую (на наиболее высоких отметках в заказнике — около 185—207 м над уровнем моря) грядово-холмистую конечно-моренную равнину. Междуречная моренная равнина занимает весь Участок 1, Участок 11 (частично), большую часть Участка 4, а также южные части Участков 3 и 5. Моренные отложения московского возраста, формирующие равнину, представлены характерными красно-бурыми суглинками и супесями с обильными включениями обломочного материала (щебня, гальки и валунов разной степени окатанности), как правило, перекрытыми с поверхности слоем позднеплейстоценовых покровных суглинков. В пределах конечно-моренной равнины встречаются песчано-галечные камовые холмы. На южной границе Участка 4 расположен наиболее крупный кам длиной 500—600 м и высотой до 10 м.
На нижележащем высотном уровне образовались участки водно-ледниковых равнин, сложенные песчано-супесчаными отложениями и протянувшиеся вокруг моренных возвышенностей вдоль долин реки Москвы и, фрагментарно, реки Чаченки.
В своей северной, северо-западной и центральной частях территория заказника включает древнеаллювиальные (первая и вторая надпойменные террасы) и древнеаллювиально-водно-ледниковую (долинно-зандровую) равнины, приуроченные к правобережной долине реки Москвы.
Москворецкая древнеаллювиально-водно-ледниковая (долинно-зандровая) равнина возвышается на 30-40 м над урезом воды в реке Москве (около 156—166 м над уровнем моря). Субгоризонтальные и слабонаклонные поверхности равнины, сложенные песчаными и супесчаными отложениями с галькой и прослоями суглинков, занимают центральную часть заказника, протянувшись вдоль Рублево-Успенского шоссе на Участках 2—7, а также фрагменты Участков 8-10, 12-15. Ширина равнины в заказнике достигает около 1 км.
Первая и вторая надпойменные террасы расположены на Участках 6—10, соответственно, на уровнях 8—10 м и 15—20 (25) м над меженным урезом воды в реке Москве. В районе поселка Рублево в составе второй (Мневниковской) надпойменной террасы выделяются два высотных уровня: нижний — 18—20 м и верхний — 20—25 м над среднемеженным урезом воды. В этой части заказника терраса расположена непосредственно над домосковскими плейстоценовыми отложениями, вскрывающимися узкой полосой в нижних частях долины, и подстилающими её мезозойскими песками, слагающими на этом участке коренной берег речной долины. Террасные отложения представлены древнеаллювиальными песками с прослоями суглинков, местами с галькой.
На Участке 6 склоны второй надпойменной террасы по большей части пологие — 3—5 градусов. К югу уступы становятся круче — на севере Участка 3 вдоль Рублево-Успенского шоссе отмечаются участки склонов высотой 4—6 м, крутизной 25—35 градусов. На Участке 10 представлен хорошо выраженный уступ террасы, протянувшийся по направлению с юго-запада на северо-восток. Высота склонов уступа достигает 6—10 м, крутизна — 5—15 градусов.
Первая (Серебряноборская) надпойменная терраса выражена в виде полосы вдоль поймы реки Москвы (на Участке 6). Терраса сложена древнеаллювиальными переслаивающимися песками и суглинками.
Поверхности террас и моренной равнины рассечены многочисленными балками, оврагами и долинами ручьев, некоторые из которых достигают глубины 10—15 м с крутизной склонов свыше 40 градусов. Участок 3 прорезает долина малой реки Чаченки. Форма профиля долины — трапецеидальная. Глубина долины в пределах заказника достигает около 15 м, ширина — до 400—500 м. Крутизна бортов высотой до 8-9 м составляет 7—25 градусов, местами — до 30—40 градусов. Ширина поймы достигает около 100 м. Наиболее протяженный отрог долины сформировался на юге участка и имеет длину около 1,5 км.
В северной части заказника (Участки 6—10) эрозионные формы выражены преимущественно по типу широко открытых неглубоких ложбин. В западной части Участка 6 у подножия террасного склона с юга на север протянулась заболоченная ложбина длиной около 1,2 км. Ширина ложбины в пределах заказника — 150—250 м. Поверхности днища ложбины заполнены перегнойным и торфянистым материалом. На Участке 7 с востока на северо-запад пролегает широко открытая ложбина шириной 100—200 м. Пологие борта ложбины имеют уклоны 2-6 градусов, высоту — до 1—2 м. Многие участки днища ложбины заболочены.
Современные процессы рельефообразования на территории заказника представлены овражно-балочной эрозией, сдерживаемой древесной растительностью; слабовыраженными оползневыми и солифлюкционными процессами. На крутых склонах важное значение имеет плоскостной смыв, заполняющий делювием их подножия. Наиболее заметным результатом антропогенных рельефообразующих процессов является песчаный карьер на правом берегу реки Чаченки (север Участка 3) шириной 100—130 м.
Гидрологический сток на территории заказника направлен в реку Москву и её правый приток — реку Чаченку. Значительные перепады высот и низкое залегание основного водоупора (юрских глин) в сочетании с обширными поверхностями проницаемых песчаных террас обеспечивают хороший дренаж территории.
Малая река Чаченка протекает через Участок 3 заказника и впадает в реку Москву в 2,2 км выше Рублевской плотины. Протяженность реки Чаченки в пределах заказника составляет около 2 км. Ширина извилистого и меандрирующего русла реки изменяется от 1 до 2,5 м, глубина — от 0,2 до 1 м (в среднем — 0,3—0,4 м). Меженный расход воды реки Чаченки составляет около 0,05 м³/сек.
По широкой ложбине на Участке 7 протекает извилистый ручей, сток которого направлен в реку Москву. Ширина русла ручья составляет 1-1,2 м. Глубина водотока — до 0,2 м. Дно ручья песчаное или илисто-песчаное. Скорость течения воды — 0,1—0,2 м/с. Местами, на заболоченных участках днища, русло делится на несколько рукавов.
Местами в заказнике образовались заболоченные понижения (ложбины, западины). Наиболее крупное — переувлажненная ложбина на Участке 6 (кварталы 19, 20). На Участке 7 (квартал 18) в днище ложбины сформировалось низинное болото. В долине реки Москвы у подножия и в теле террасного склона (Участок 6) встречаются выходы на поверхность подземных вод, изредка родники или сочения отмечаются и в долине реки Чаченки (Участок 3). На Участке 3 в квартале 54 Серебряноборского участкового лесничества Истринского лесничества расположены два небольших водоема (до 10 м в поперечнике).
Почвенный покров заказника образован преимущественно дерново-подзолистыми почвами на наиболее возвышенных моренных равнинах и дерново-подзолами на песчано-супесчаных отложениях (с прослоями суглинков) москворецких террас, долинно-зандровых и водно-ледниковых равнин в условиях хорошего дренажа. В окрестностях населенных пунктов встречаются агрогенно-преобразованные почвы, представленные агродерново-подзолами и агродерново-подзолистыми почвами.
На узкой пойме реки Чаченки образовались аллювиальные светло-гумусовые почвы. В пределах заболоченных ложбин отмечаются перегнойно-глеевые и гумусово-глеевые почвы. На участках низинных болот встречаются торфяные эутрофные почвы.
Общая мозаика ландшафтов территории, включающая конечно-моренные холмы, древнеаллювиальные равнины, овражно-балочные эрозионные формы, террасные и коренные склоны, заболоченные западины и ложбины, сменяющие друг друга на отрезках в несколько километров, создает особо ценную среду обитания, имеющую большое природоохранное значение.

### Флора и растительность
Флора Серебряноборского участкового лесничества Истринского лесничества насчитывает более 700 видов сосудистых растений, при этом несколько десятков из них были в разное время интродуцированы. В пределах заказника произрастает довольно много редких охраняемых растений.
Естественные растительные сообщества представлены в основном лесами, в меньшей степени — лугами и болотами. Леса занимают всю площадь заказника и относятся к категории защитных — I—II поясам зоны санитарной охраны Москворецкого источника питьевого водоснабжения. В настоящее время сосновые леса занимают около 54 процентов, березняки — около 23 процентов, низкорослые дубравы — 8 процентов, осинники — более 6 процентов, липняки — более 4 процентов, сероольшаники — 2 процента, а черноольшаники — менее 1 процента площади лесничества.
Коренные типы лесов в настоящее время сменились в результате антропогенной деятельности устойчиво-производными сообществами. На всех участках в той или иной мере представлены лесокультуры сосны, в которых участвуют также береза и дуб. Ряды деревьев прослеживаются и в большинстве старовозрастных сосняков, которые представляют собой распавшиеся посадки, где за несколько десятков лет сформировался второй ярус из широколиственных пород деревьев.
В пределах заказника в настоящее время сохранились сосновые, широколиственно-сосновые и широколиственные (дубовые, дубово-липовые и липовые), мелколиственные леса, участки лугов по долине реки Чаченки, на полянах и опушках, заболоченные леса и хвощево-осоково-серовейниковое низинное болото.
Старовозрастные сложные сосновые и широколиственно-сосновые леса территории отличает высокая видовая насыщенность, сложная вертикальная и горизонтальная структура, высокая экологическая устойчивость.
На Участке 1 преобладают старовозрастные осиновые и березовые леса разнотравно-широкотравные и чернично-волосисто-осоковые с незначительным участием сосны в древостое. Из кустарников в этих лесах единично участвуют лещина, бересклет бородавчатый и крушина ломкая, обилен подрост рябины. В травяном покрове березовых лесов участвуют осока волосистая, зеленчук жёлтый, живучка ползучая, чина весенняя, звездчатка жестколистная, ландыш, подмаренник мягкий, копытень, бор развесистый, вероники дубравная и лекарственная, седмичник, ортилия однобокая, черника и брусника, колокольчик персиколистный и пальчатокоренник Фукса (оба — редкие и уязвимые виды, не включенные в Красную книгу Московской области, но нуждающиеся на территории области в постоянном контроле и наблюдении), золотарник, ястребинка зонтичная и другие виды. В осинниках увеличивается проективное покрытие видов широкотравья (живучка, копытень, бор, сныть, лютик кашубский, зеленчук), встречаются скерда болотная и вербейник обыкновенный.
На южной окраине участка имеются вкрапления сосновых сложных лесов и лесокультуры сосны.
Участок 2 отличается абсолютным доминированием старовозрастных сосновых лесов на хорошо дренированных песчаных террасах реки Москвы. Преобладают сосняки лещиновые волосисто-осоковые. Древостой образован сосной в возрасте 100—170 лет. Подлесок густой, доминирует лещина, обильна рябина. Подрост сосны единичен. В травяном покрове сочетаются виды дубравного широкотравья, таёжные и луговые растения, в том числе осока волосистая, грушанка круглолистная, майник двулистный, седмичник европейский, вейник тростниковидный, черника, ястребинка зонтичная, золотарник, перловник поникший, герань лесная, подмаренник мягкий, адокса мускусная, костяника.
На окраинах массива много лесного сорнотравья — недотроги мелкоцветковой, чистотела большого, гравилата городского, есть пятна декоративного растения старых парков — барвинка малого. Здесь местами хорошо прослеживаются распавшиеся лесокультуры сосны (диаметр стволов — 40—45 см) и даже лиственницы. Единичные старые сосны имеют диаметр ствола до 55 см.
На Участке 3 представлены, преимущественно, сосновые леса разного типа, приуроченные к террасам реки Москвы. Незначительную площадь занимают березовые, липовые и осиновые леса с участием сосны. В долине реки Чаченки и её притоков имеются сероольшаники влажнотравные с черемухой, небольшие участки лугов по склонам и вдоль линии электропередачи (ЛЭП).
На самых сухих участках террас, в условиях высокой рекреационной нагрузки, сформировались сосняки разнотравные и брусничные, реже чернично-вейниковые и бруснично-вейниковые. В этих типах древостой разрежен, подлесок отсутствует, развит разнотравно-злаковый покров с доминированием овсяницы красной, мятлика узколистного, земляники, черноголовки, встречаются черника и брусника, ястребинки волосистая и зонтичная, лапчатка серебристая, золотарник, фиалка собачья, бедренец-камнеломка. В сосняках с дубом бруснично-разнотравных на суховатых всхолмлениях в 25 квартале Серебряноборского участкового лесничества Истринского лесничества растут овсяница овечья, осока верещатниковая, ястребинка волосистая, черника, ландыш, кошачья лапка и фиалка песчаная, а в 44 квартале Серебряноборского участкового лесничества Истринского лесничества — плаун булавовидный (редкий и уязвимый вид, не включенный в Красную книгу Московской области, но нуждающийся на территории области в постоянном контроле и наблюдении). На опушке сосняка в 46 квартале Серебряноборского участкового лесничества Истринского лесничества обитает занесенный в Красную книгу Московской области вид растений — грушанка средняя.
Широко встречаются сосняки с липой волосистоосоковые, сосняки с липой разнотравные, сосняки лещиновые волосистоосоковые, сосняки с дубом лещиновые, реже — пролесниково-широкотравные. Первый ярус древостоя в таких сосновых лесах представлен сосной в возрасте 100—180 лет, высота сосны достигает 27—30 метров. Второй ярус образован липой, местами с примесью низкобонитетного дуба или клёна остролистного. В подросте преобладает липа, местами встречаются клен остролистный и дуб. В подлеске обильны лещина и рябина, нередок бересклет бородавчатый, местами отмечаются волчеягодник обыкновенный, или волчье лыко (редкий и уязвимый вид, не включенный в Красную книгу Московской области, но нуждающийся на территории области в постоянном контроле и наблюдении), черемуха, жимолость, бузина. В травяном покрове доминируют осока волосистая, зеленчук жёлтый, копытень европейский. Пролесниково-широкотравные сосновые леса с дубом встречаются по краям третьей надпойменной террасы на границе с ольшаниками. В них много кустарников, обилен пролесник многолетний, адокса мускусная, кочедыжник женский, сныть, копытень, встречаются василистник водосборолистный, гравилат речной, хвощ лесной, осока пальчатая, колокольчик крапиволистный (редкий и уязвимый вид, не включенный в Красную книгу Московской области, но нуждающийся на территории области в постоянном контроле и наблюдении).
В березово-сосновых с липой и дубом лесах склонов долины реки Чаченки обилен бересклет бородавчатый, встречаются орляк, коротконожка перистая и мятлик дубравный.
На сырых лугах встречается купальница европейская (редкий и уязвимый вид, не включенный в Красную книгу Московской области, но нуждающийся на территории области в постоянном контроле и наблюдении).
На моренной равнине развиты сложные старовозрастные сосновые леса (боры) с липой, дубом и березой, подростом клёна кустарниковые широкотравные. Возраст сосны составляет 120—140 лет, кроме неё в первый ярус входят береза, дуб, единичные липы и осины. Подлесок густой, с доминированием лещины, встречаются рябина, калина, черемуха, волчеягодник обыкновенный, или волчье лыко. Возобновляются клен, осина и береза. Липовые и дубовые волосистоосоковые леса с участием сосны, широкотравьем и редкой черникой представляют собой производные варианты на месте сложных сосново-широколиственных лесов. Липняки тянутся и по склонам долины небольшой речки в 59 квартале Серебряноборского участкового лесничества Истринского лесничества. Обычно в этих лесах много звездчатки жестколистной и ландыша майского (редкий и уязвимый вид, не включенный в Красную книгу Московской области, но нуждающийся на территории области в постоянном контроле и наблюдении). В сырых понижениях в 59 квартале Серебряноборского участкового лесничества Истринского лесничества обнаружена осока вздутоносая, занесенная в Красную книгу Московской области.
Вдоль ЛЭП представлены красочные многовидовые злаково-разнотравные луга с типичными луговыми, южно-луговыми и лугово-лесными видами. Доминируют мятлик узколистный, земляника полевая, осока ранняя, подмаренники настоящий и мягкий, встречаются василек шероховатый, жабрица порезниковая, колокольчики рапунцелевидный и болонский (редкий и уязвимый вид, не включенный в Красную книгу Московской области, но нуждающийся на территории области в постоянном контроле и наблюдении). На сухих участках редко встречается вереск, здесь в 25 квартале Серебряноборского участкового лесничества Истринского лесничества на сухом лугу склона террасы имеется небольшая популяция змееголовника Рюйша, а на пройденном пожаром склоне террасы с сухолюбивым разнотравьем, овсяницей овечьей, очитком кавказским и осокой верещатниковой отмечено несколько небольших куртин бородника шароносного, или молодило побегоносное (оба — редкие виды, занесенные в Красную книгу Московской области). По склонам долины вдоль ЛЭП после расчистки разрастаются кустарники — лещина, калина, жимолость лесная, бересклет бородавчатый и бузина красная, местами обилен орляк обыкновенный.
В пойме реки Чаченки развиты крапивно-влажнотравные сероольшаники с древесными и кустарниковыми ивами, черемухой, хмелем, ольхой чёрной и вязом. На пойменных лугах преобладают кострец безостый, мятлик луговой, хвощ луговой, ежа сборная, лисохвост луговой, подмаренник мягкий, манжетки, купырь лесной, тысячелистник обыкновенный. Есть участки крапивно-кострецовых лугов с кустарниками, обвитыми хмелем, изредка встречаются заросли страусника.
Участок 4 почти полностью расположен на моренной равнине, поэтому здесь развиты широколиственные липовые, дубовые с липой широкотравные и разнотравно-широкотравные леса, березовые и осиновые производные леса, к третьей террасе реки Москвы приурочены сложные боры.
Древостой липовых волосистоосоковых и широкотравно-волосистоосоковых лесов состоит из липы с примесью осины и сосны. Липа порослевая, высотой 20—22 м. Подрост практически отсутствует, подлесок редкий из рябины, калины и лещины, редко встречаются волчеягодник обыкновенный, или волчье лыко, и можжевельник обыкновенный. В густом травяном покрове доминирует осока волосистая, обильны сныть, звездчатка жестколистная, зеленчук жёлтый, копытень европейский. Здесь произрастает любка зеленоцветковая, занесенная в Красную книгу Московской области.
Дубовые леса представлены на участке снытево-волосистоосоковыми с липой и кленом, лещиновыми зеленчуково-волосистоосоковыми с осиной, лещиновыми снытево-копытнево-волосистоосоковыми с сосной и дубовыми с липой зеленчуково-волосистоосоковыми. Первый ярус древостоя представлен обычно дубом в возрасте 80—120 лет, второй ярус сложен липой, имеется примесь березы и клёна, иногда сосны или ольхи серой. В подросте преобладает клен и обильна липа. Подлесок негустой, доминирует лещина, обычны бересклет, жимолость, черемуха, калина. На светлых участках растет колокольчик крапиволистный.
Липово-дубовые лещиновые широкотравно-волосистоосоковые и папоротниково-широкотравные старовозрастные (120—130 лет) леса имеют в древостое примесь березы и осины, есть подрост клёна. Кроме лещины (6 м высотой) подлесок образуют рябина и черемуха. Обильны такие кустарники, как жимолость, бересклет, крушина, калина и волчеягодник обыкновенный, или волчье лыко. Широкотравье представлено медуницей неясной, снытью, подмаренником промежуточным, копытнем, ландышем, пролесником многолетним, чиной весенней, лютиком кашубским, зеленчуком, звездчаткой жестколистной, горошком лесным, колокольчиками крапиволистным и широколистным, земляникой мускусной (три последних — редкие и уязвимые виды, не включенные в Красную книгу Московской области, но нуждающиеся на территории области в постоянном контроле и наблюдении) и папоротниками (кочедыжник женский, щитовники мужской и картузианский). Весной обильна ветреница лютиковая, в 21 квартале Серебряноборского участкового лесничества Истринского лесничества местами — ветреница дубравная (вид, занесенный в Красную книгу Московской области), встречается петров крест чешуйчатый и гнездовка настоящая (редкий и уязвимый вид, не включенный в Красную книгу Московской области, но нуждающийся на территории области в постоянном контроле и наблюдении). Из таёжных видов отмечены черника (единично), майник, кислица, седмичник, грушанка малая, а в 48 квартале Серебряноборского участкового лесничества Истринского лесничества — грушанка средняя (вид, занесенный в Красную книгу Московской области). Местами много вейника тростниковидного, по сырым прогалинам растет уязвимый вид — купальница европейская. В 21, 28 и 29 кварталах Серебряноборского участкового лесничества Истринского лесничества растет подлесник европейский (вид, занесенный в Красную книгу Московской области). Единственное местообитание осоки шариконосной (редкий и уязвимый вид, не включенный в Красную книгу Московской области, но нуждающийся на территории области в постоянном контроле и наблюдении) находится также в 29 квартале Серебряноборского участкового лесничества Истринского лесничества.
Дубовый лес с участием ясеня пролесниковый сохранился только в 28 квартале Серебряноборского участкового лесничества Истринского лесничества. Возраст дубов превышает 120—130 лет, высота древостоя — 25—26 м, диаметр стволов — 40—46 см. В примеси имеется сосна (старая посадка), молодые липы, ольха серая и чёрная, береза, клен платановидный. В подросте жизнеспособны только ясень и липа. Негустой подлесок образован черемухой, лещиной, рябиной, бузиной и жимолостью лесной. Кроме пролесника многолетнего, который доминирует, встречаются также щитовник мужской, кочедыжник женский, купальница европейская, колокольчик широколистный, бор развесистый, скерда болотная. Местами есть крупные пятна осоки волосистой, зеленчука жёлтого, копытня, звездчатки дубравной. Весной выражен аспект эфемероидов — хохлатки плотной, чистяка, ветреницы лютиковой и селезеночника.
Сложные боры на моренной равнине представлены на этом участке сосняками с дубом, липой и березой лещиновыми волосистоосоковыми. Возраст сосны — 120—140 лет, кроме неё в первый ярус входят береза, дуб, единичные липы и осины. Подлесок густой, с доминированием лещины, встречаются рябина, калина, черемуха, волчеягодник обыкновенный. Возобновляются клен, дуб, порослью — осина и береза. На сухих участках в разреженных сложных борах в 31 квартале Серебряноборского участкового лесничества Истринского лесничества найден бухарник мягкий — редкий и уязвимый вид, не включенный в Красную книгу Московской области, но нуждающийся на территории области в постоянном контроле и наблюдении, а в тенистых лесах с дубравными и таёжными видами встречаются грушанка средняя и подлесник европейский (оба вида занесены в Красную книгу Московской области).
Березовые и осиновые старовозрастные леса участка сформировались на моренной равнине на месте широколиственных и сосново-широколиственных лесов. В некоторых типах мелколиственных лесов отмечается возобновление дуба, клёна.
На небольшом по размерам Участке 5 представлены в основном сосновые с дубом, местами с лещиной чернично-разнотравные леса террасы реки Москвы. Здесь в 27 квартале Серебряноборского участкового лесничества Истринского лесничества произрастают занесенные в Красную книгу Московской области растения — гудайера ползучая и хохлатка полая.
Участок 6 занят сосновыми лесами террас: сосняками бруснично-злаковыми, чернично-разнотравными, чернично-вейниковыми и сосняками с дубом широкотравными. Древостой представлен сосной в возрасте 100—170 лет с примесью березы, дуба и единично — липы. Подлесок средней густоты, образован рябиной, реже лещиной, иргой, крушиной, жимолостью. На опушке бруснично-разнотравного сосняка вдоль широкой просеки в 16 квартале Серебряноборского участкового лесничества Истринского лесничества отмечен бородник шароносный, или молодило побегоносное, нередок в смешанных лесах колокольчик крапиволистный.
По днищам ложбин в 19 и 20 кварталах Серебряноборского участкового лесничества Истринского лесничества сохранились заболоченные пушистоберезовые с участием ольхи чёрной, ольхи серой и сосны осоково-влажнотравные леса, также участки черноольшаников с ольхой серой и березой папоротниково-влажнотравных с подростом ольхи серой и березы пушистой. Возраст деревьев в них превышает 130—140 лет, высота — более 25—26 м. Подлесок образован ивой козьей, рябиной, смородиной чёрной, бузиной и крушиной ломкой. В этих лесах много хмеля, мощный высокий травостой формируют таволга вязолистная и крапива двудомная, обилен кочедыжник женский, телиптерис болотный, осока дернистая, сближенная, удлиненная, острая, камыш лесной, хвощ речной, шлемник обыкновенный, сердечник горький, гравилат речной, зюзник европейский, бодяки огородный и разнолистный, гравилат речной, вербейник обыкновенный, встречаются щучка дернистая, подмаренники топяной и болотный. Только здесь, на сыром лугу с ивами в заболоченном лесу 19 квартала Серебряноборского участкового лесничества Истринского лесничества, растет дремлик болотный (вид, занесенный в Красную книгу Московской области), по окраинам болота в сыром сосняке с березой и ольхой чёрной найдена мякотница однолистная, или стагачка однолистная (вид, занесенный в Красную книгу Московской области), в мшистых редкотравных лесах — одноцветка одноцветковая, или крупноцветковая, по склонам протоков в 27 квартале Серебряноборского участкового лесничества Истринского лесничества произрастает живокость высокая — вид, занесенный в Красную книгу Московской области. В мочажинах растут калужница болотная, вех ядовитый, вахта трехлистная. В напочвенном покрове участвуют климациум древовидный и виды плагиомниума. Местами отмечены сосново-черноольхово-пушистоберезовые заболоченные леса. В заболоченном сосняке с березой и ольхой чёрной встречается тайник яйцевидный (редкий и уязвимый вид, не включенный в Красную книгу Московской области, но нуждающийся на территории области в постоянном контроле и наблюдении).
На Участке 7 преобладают сосновые леса второй и третьей террас чистые, иногда с липой, низкоствольным дубом и рябиной широкотравные и разнотравно-широкотравные. Местами хорошо развит подлесок из лещины. Изредка здесь встречается редкий охраняемый вид растений — грушанка средняя (в 18 квартале Серебряноборского участкового лесничества Истринского лесничества), на лугах по краю широкой просеки в 17 квартале Серебряноборского участкового лесничества Истринского лесничества отмечен змееголовник Рюйша, на склоне в широколиственном лесу сохранилась хохлатка полая (виды, занесенные в Красную книгу Московской области), нередок колокольчик крапиволистный. В лесах Участка 7 Серебряноборского участкового лесничества Истринского лесничества произрастают также охраняемые, но заносные здесь виды растений: печеночница, черемша и лунник оживающий.
Днище балки в квартале 18 Серебряноборского участкового лесничества Истринского лесничества сильно заболочено, здесь сформировалось хвощево-осоково-серовейниковое низинное болото, по краям которого развиты сырые и заболоченные влажнотравные леса с березой пушистой, участки сероольшаников, черноольшаников с ивами и черемухой влажнотравных. Эти сообщества мало нарушены. В травяном покрове заболоченных березняков и болота отмечены хвощ речной, сабельник болотный, вербейник обыкновенный, камыш лесной, вейник сероватый, осока острая, подмаренник болотный, сфагновые мхи.
Участки 8, 9 Серебряноборского участкового лесничества Истринского лесничества характеризуются абсолютным доминированием старовозрастных сосновых разнотравно-черничных лесов на террасах реки Москвы. В этих лесах древостой разрежен, подлесок отсутствует, развит разнотравно-злаковый покров с доминированием черники, овсяницы красной, мятлика узколистного, земляники, черноголовки, встречаются брусника, ястребинки волосистая и зонтичная, лапчатка серебристая, золотарник, фиалка собачья, бедренец-камнеломка.
Растительность Участка 10 Серебряноборского участкового лесничества Истринского лесничества представлена небольшими массивами старовозрастных липовых, средневозрастных березово-липовых и березовых лесов, местами с участием сосны и дуба. Эти леса находятся в зоне достаточно заметного рекреационного воздействия. Древостой старых липняков разновозрастный, образован только липой высотой до 25—27 м. В подросте встречаются единично липа и осина. Редкий подлесок состоит из жимолости, рябины и бересклета бородавчатого. Липняки представлены снытево-волосистоосоковыми. В травяном покрове господствуют виды широкотравья и лугово-лесные растения: сныть, осока волосистая, зеленчук жёлтый, встречаются пролесник (пятнами), копытень, подмаренник средний (Шультеса), ландыш, будра плющевидная, овсяница гигантская, медуница неясная, гравилат городской, кочедыжник женский, мятлик дубравный, местами — осоки пальчатая и корневищная, горошек лесной, изредка в квартале 2 Серебряноборского участкового лесничества Истринского лесничества отмечена любка зеленоцветковая. На повышениях вблизи крупных автотрасс чистые липняки сменяются сосново-липовыми с березой средневозрастными лесами, в которых виды широкотравья соседствуют с лугово-лесными и сорными (чистотел, недотрога мелкоцветковая) видами. Местами в этих лесах растет фиалка душистая (редкий и уязвимый вид, не включенный в Красную книгу Московской области, но нуждающийся на территории области в постоянном контроле и наблюдении), довольно частое растение старых парков. Березовые и липово-березовые широкотравно-разнотравные леса участка имеют производный характер. На приподнятых участках среди березовых, липово-березовых лесов и сосновых лесокультур имеются злаково-разнотравные поляны с колокольчиком персиколистным, ландышем, лугово-лесным и луговым разнотравьем. По сыроватым опушкам полян много купыря лесного. В сосновых лесокультурах заметную роль играет подрост липы, березы и осины, в травостое встречаются кроме дубравных и лугово-лесных таёжные виды и папоротники.
Небольшой по размерам Участок 11 Серебряноборского участкового лесничества Истринского лесничества отличается присутствием березовых, липовых и дубовых с участием сосновых насаждений на моренной равнине.

### Фауна
Животный мир заказника отличается хорошей сохранностью, репрезентативностью и значительным видовым разнообразием для природных сообществ пригородных лесов ближнего Подмосковья. На территории заказника отмечено обитание 150 видов позвоночных животных, в том числе 2 вида рыб, 8 видов амфибий, 3 видов рептилий, 106 видов птиц и 31 вида млекопитающих.
Ихтиофауна заказника типична по своему составу для небольших водоемов бассейна верхней реки Москвы. В небольших копанях на Участке 3 Серебряноборского участкового лесничества Истринского лесничества встречаются карась серебряный и ротан.
Основу фаунистического комплекса наземных позвоночных животных составляют виды, характерные для хвойных и смешанных лесов нечернозёмного центра России. Абсолютно доминируют виды, экологически связанные с древесно-кустарниковой растительностью. В границах заказника выделяются четыре основных зоокомплекса (зооформации): зооформация хвойных лесов, зооформация лиственных лесов, зооформация лугово-опушечных местообитаний, зооформация водно-болотных местообитаний.
Животный мир всех участков заказника, разделенных в основном лишь полосами автомобильных и железных дорог, является в целом единым и экологически связанным. В этой связи далее дается единое описание животного мира заказника с указанием на отдельные особенности, имеющиеся на некоторых из участков. Так, виды зооформации лиственных лесов распространены преимущественно на Участках 1, 3, 6, 10 Серебряноборского участкового лесничества Истринского лесничества; виды зооформации водно-болотных местообитаний — на Участках 3, 6, 7, 10 Серебряноборского участкового лесничества Истринского лесничества; виды зооформации хвойных лесов, а также зооформации лугово-опушечных местообитаний широко представлены на всех участках заказника.
Абсолютно преобладает на территории заказника зооформация хвойных лесов, представленных преимущественно сосновыми, сосново-лиственными, реже еловыми лесами. Основу населения хвойных лесов составляют средняя бурозубка, малая бурозубка, лесная куница, рыжая полёвка, обыкновенная белка, чиж, зелёная пеночка, желтоголовый королёк, белобровик, крапивник, желна, вальдшнеп, серая неясыть, мохноногий сыч, сойка, малая мухоловка, серая мухоловка, лесная завирушка, деряба (редкий и уязвимый вид, не включенный в Красную книгу Московской области, но нуждающийся на территории области в постоянном контроле и наблюдении), клесты еловик и сосновик, ворон, буроголовая гаичка, хохлатая синица (редкий и уязвимый вид, не включенный в Красную книгу Московской области, но нуждающийся на территории области в постоянном контроле и наблюдении), московка, серая жаба. В старых еловых лесах заказника предпочитают держаться кедровка и трёхпалый дятел — виды, занесенные в Красную книгу Московской области. В светлых сосновых лесах и по опушкам заказника встречается живородящая ящерица. В этих местообитаниях выявлен целый ряд видов беспозвоночных, занесенных в Красную книгу Московской области: скакун лесной, скакун германский, желтушка ракитниковая, переливница большая, или ивовая.
На участках лиственных лесов — берёзовых, осиновых, пойменных черноольховых и лесов с доминированием дуба и липы — преобладают лесная мышовка, малая лесная мышь, малый пёстрый дятел, вяхирь, обыкновенная кукушка, чёрный дрозд, рябинник, обыкновенный соловей, пеночка-трещотка, славка-черноголовка, иволга, дубонос (редкий и уязвимый вид, не включённый в Красную книгу Московской области, но нуждающийся на территории области в постоянном контроле и наблюдении). Именно в этом типе местообитаний, на участках старых широколиственных и смешанных лесов, встречаются клинтух и зелёный дятел — виды птиц, занесенные в Красную книгу Московской области. В разреженных лиственных лесах заказника встречается редкая сова-сплюшка, занесённая в Красную книгу Московской области. Этот же тип местообитаний предпочитает редкая бабочка — зефир берёзовый, занесенная в Красную книгу Московской области. В старых широколиственных лесах встречается ещё один вид, являющийся редким и уязвимым, но нуждающийся на территории области в постоянном контроле и наблюдении, — рогачик однорогий, а также малый ночной павлиний глаз (занесён в Красную книгу Московской области).
В разных типах лесов заказника встречаются обыкновенная бурозубка, обыкновенный ёж, горностай, ласка, лось, кабан, сибирская косуля, заяц-беляк, обыкновенная лисица, зяблик, обыкновенный поползень, обыкновенная пищуха, большой пёстрый дятел, мухоловка-пеструшка, обыкновенный снегирь, певчий дрозд, зарянка, пеночка-весничка, пеночка-теньковка, большая синица, обыкновенная лазоревка, длиннохвостая синица. Смешанные леса предпочитает и обыкновенная летяга, очень редкий в Подмосковье вид, занесенный в Красную книгу Московской области.
Зооформация лугово-опушечных местообитаний имеет значительно меньшее распространение в заказнике, но играет важную роль в поддержании его биоразнообразия. В основном этот тип животного населения связан с лесными полянами, лугами, опушками и вырубками.
Среди млекопитающих в этих сообществах наиболее часто встречаются обыкновенный крот, чёрный хорь, мышь-малютка, полевая мышь, а также обыкновенная и восточноевропейская полёвки. Характерными обитателями данных биотопов являются канюк, пустельга (редкий и уязвимый вид, не включенный в Красную книгу Московской области, но нуждающийся на территории области в постоянном контроле и наблюдении), чеглок, тетеревятник, перепелятник, коростель, чибис, ушастая сова, лесной конёк, обыкновенная горлица (вид, занесенный в Красную книгу Московской области), обыкновенная овсянка, серая славка, обыкновенный жулан, сорока, чёрный стриж, обыкновенная горихвостка, скворец, обыкновенная чечевица, черноголовый щегол, зеленушка, коноплянка, обыкновенная чечётка, свиристель. Также именно на лугах в долине реки Москвы изредка отмечается, преимущественно в период пролёта, сапсан, вид, занесенный в Красную книгу Российской Федерации и Красную книгу Московской области. В этих же местообитаниях изредка регистрируются кобчик и ястребиная славка, виды, занесенные в Красную книгу Московской области. В период пролёта в открытых местообитаниях территории заказника регулярно встречается серый журавль, занесенный в Красную книгу Московской области.
Именно с луговыми местообитаниями связаны редкие виды пресмыкающихся — прыткая ящерица и обыкновенный уж, занесенные в Красную книгу Московской области. Последний вид тяготеет также к водным объектам. Пойменные и суходольные луга в долине реки Москвы, а также лесные опушки населяют — Титий, или Шмелевидка скабиозовая, вид, занесенный в Красную книгу Московской области, и махаон — редкий и уязвимый вид, не включенный в Красную книгу Московской области, но нуждающийся на территории области в постоянном контроле и наблюдении.
Долина реки Москвы, её притока реки Чаченки, впадающие в них лесные ручьи и канавы, а также лесные болота, пруды и копани служат местом обитания видов водно-болотной зооформации.
Среди млекопитающих здесь обитают водяная кутора (редкий и уязвимый вид, не включенный в Красную книгу Московской области, но нуждающийся на территории области в постоянном контроле и наблюдении), американская норка, речной бобр, ондатра, водяная полевка.
Среди птиц в этих биотопах гнездятся болотная и садовая камышовки, камышовка-барсучок, речной сверчок, садовая славка, варакушка. В поймах реки Москвы и реки Чаченки встречаются черныш, перевозчик, кряква, серая цапля, сизая и озерная чайки, речная крачка (редкий и уязвимый вид, не включенный в Красную книгу Московской области, но нуждающийся на территории области в постоянном контроле и наблюдении), белая трясогузка. На старых ивах в долине реки Москвы предпочитает держаться вертишейка. Именно в долине реки Чаченки изредка регистрируется серый сорокопут, занесенный в Красную книгу Российской Федерации и Красную книгу Московской области. На заросших тростником поймах рек и долинах ручьев, а также на низинных болотах крайне редко отмечается белая лазоревка, или князек, также занесенная в Красную книгу Российской Федерации и Красную книгу Московской области. На русло реки Москвы, граничащее с территорией заказника, крайне редко прилетает кормиться скопа, занесенная в Красную книгу Российской Федерации и Красную книгу Московской области. Также именно в долинах реки Москвы и реки Чаченки наиболее часто фиксируются три других редких вида птиц — чёрный коршун, обыкновенный осоед и обыкновенный зимородок, занесенные в Красную книгу Московской области. На Участках 6, 10 Серебряноборского участкового лесничества Истринского лесничества, граничащих с руслом реки Москвы, встречается ласточка-береговушка. Здесь довольно многочисленны амфибии: обыкновенный тритон, озерная, прудовая, травяная и остромордая лягушки. В стоячих водоемах отмечаются зелёная жаба и обыкновенная чесночница, занесенные в Красную книгу Московской области.
К окраинам населенных пунктов тяготеют бродячие собаки, домовая мышь, серая крыса, серая ворона, грач, галка, городская ласточка, или воронок, деревенская ласточка, белая трясогузка, сизый голубь, полевой и домовый воробьи и ряд луговых видов, перечисленных выше.
Также на территории заказника имеются постоянные пробные площади научных наблюдений Института лесоведения Российской академии наук (ИЛАН РАН).

## Объекты особой охраны заказника
Охраняемые экосистемы: сосновые разнотравно-злаковые, разнотравно-черничные и бруснично-разнотравные леса; широколиственно-сосновые старовозрастные кустарниковые волосистоосоковые и чернично-волосистоосоковые леса; широколиственные (дубовые, дубово-липовые и липовые) широкотравные леса; участки лугов по долинам рек, на полянах и опушках; заболоченные мелколиственные влажнотравные и серовейниково-влажнотравные леса и хвощево-осоково-серовейниковое низинное болото.
Места произрастания и обитания охраняемых в Московской области, а также иных редких и уязвимых видов животных и растений, зафиксированных в заказнике, перечисленных ниже.
Охраняемые в Московской области, а также иные редкие и уязвимые виды растений:
- виды, занесенные в Красную книгу Московской области, — змееголовник Рюйша, дремлик болотный, живокость высокая, мякотница однолистная, или стагачка, одноцветка одноцветковая, или крупноцветковая, грушанка средняя, подлесник европейский, осока вздутоносая, любка зеленоцветковая, бородник шароносный, или молодило побегоносное, ветреница дубравная, гудайера ползучая;
- виды, являющиеся редкими и уязвимыми таксонами, не включенные в Красную книгу Московской области, но нуждающиеся на территории области в постоянном контроле и наблюдении, — пальчатокоренник Фукса, купальница европейская, земляника мускусная, гнездовка настоящая, волчеягодник обыкновенный, или волчье лыко, колокольчик персиколистный, колокольчик широколистный, колокольчик крапиволистный, колокольчик болонский, осока шарикостная, бухарник мягкий, фиалка душистая, тайник яйцевидный, плаун булавовидный, ландыш майский.

Охраняемые в Московской области, а также иные редкие и уязвимые виды животных:
- виды, занесенные в Красную книгу Российской Федерации и Красную книгу Московской области, — сапсан, скопа, серый сорокопут, белая лазоревка, или князек (единичные неежегодные залеты на территорию заказника);
- виды, занесенные в Красную книгу Московской области, — обыкновенная летяга, чёрный коршун, обыкновенный осоед, кобчик, серый журавль, обыкновенный зимородок, клинтух, сплюшка, зелёный дятел, трехпалый дятел, кедровка, ястребиная славка, зелёная жаба, обыкновенная чесночница, прыткая ящерица, обыкновенный уж, скакун лесной, скакун германский, Титий, или Шмелевидка скабиозовая, желтушка ракитниковая, переливница большая, или ивовая, малый ночной павлиний глаз, зефир березовый, обыкновенная горлица;
- редкие и уязвимые таксоны, не включенные в Красную книгу Московской области, но нуждающиеся на территории области в постоянном контроле и наблюдении, — водяная кутора, пустельга, речная крачка, фифи, деряба, хохлатая синица, дубонос, адмирал, махаон, рогачик однорогий, мохноногий сыч.

Иные ценные объекты: постоянные пробные площади научных наблюдений исследований Института лесоведения Российской академии наук (ИЛАН РАН).